# Moló (molí)
Un moló és un tipus de molí de vaivé propi de l'Edat del Bronze i l'edat del ferro de les Illes Balears (Menorca i Mallorca). Està compost per una peça superior mòbil (de forma similar a una nau invertida) i una peça inferior, fixa, amb la superfície plana. Es caracteritza per les enormes dimensions de la seva part mòbil (fins a cinquanta quilos en el cas d'alguns exemplars menorquins).

## Funcionalitat i utilització
Les anàlisis realitzades sobre la superfície activa d'alguns d'aquests instruments han permès constatar que varen ser utilitzats per moldre cereals i, en alguns casos, sal i peix (possiblement peix sec). Les parts mòbils d'aquest tipus de molí són extraordinàriament abundants en els poblats durant l'etapa talaiòtica i el talaiòtic final i es van reutilitzar, molts cops, com a elements constructius (en murs, paviments i llars de foc).

## Material de fabricació
Les matèries primeres que es varen utilitzar en la confecció d'aquests útils són diferents tipus de roques sedimentàries. En el cas dels exemplars procedents de Menorca, predominen les sorrenques i els microconglomerats.